# Phytomyptera lunata
Phytomyptera lunata är en tvåvingeart som beskrevs av Barraclough 1985. Phytomyptera lunata ingår i släktet Phytomyptera och familjen parasitflugor.
Artens utbredningsområde är Zimbabwe. Inga underarter finns listade i Catalogue of Life.